# Thomas J. Jelinek

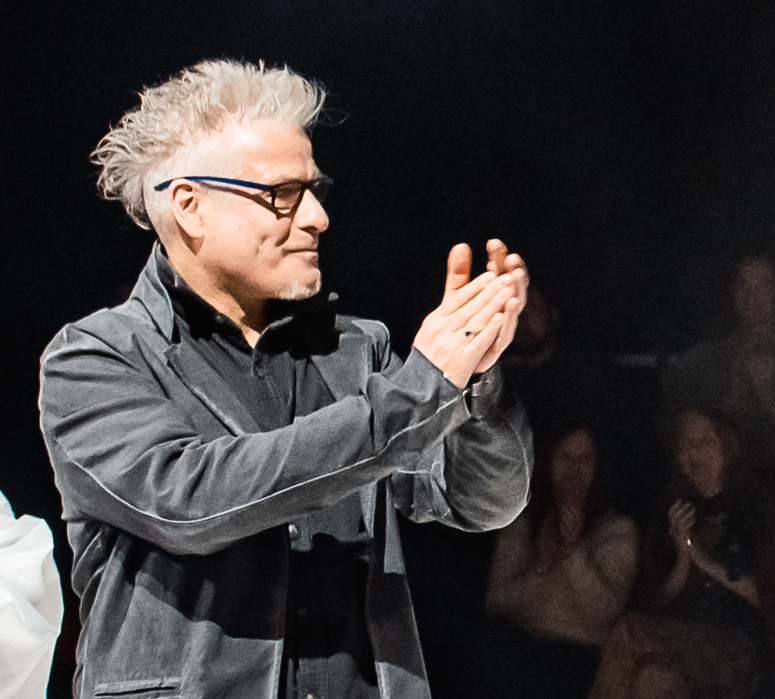
Thomas J. Jelinek bei der Premiere von The Game im Wiener WUK

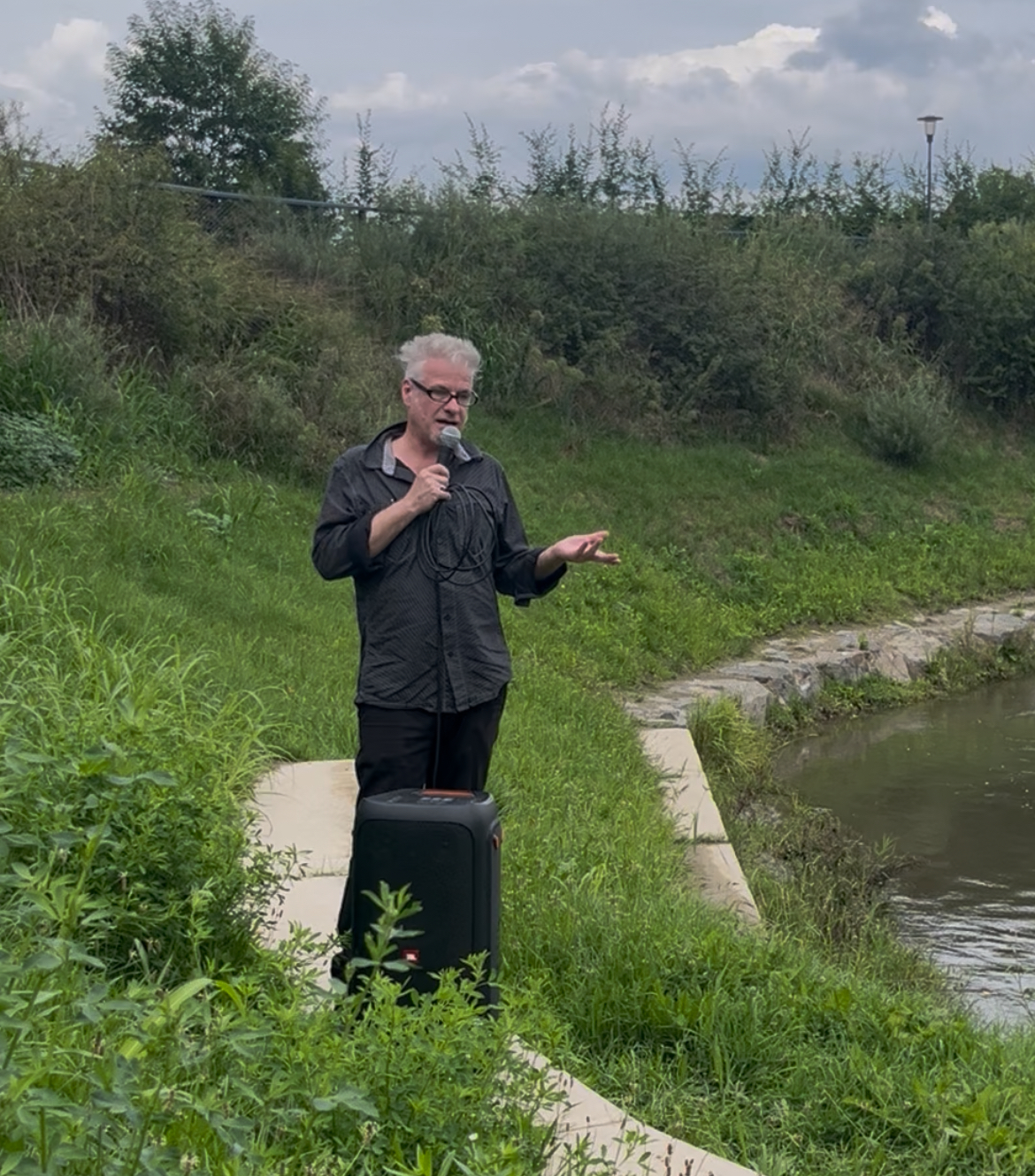
Thomas Jelinek bei der Eröffnung der FLUVIALE in Bad Radkersburg 2025

Thomas J. Jelinek (* 1964 in Stockholm, Schweden) ist ein transdisziplinär arbeitender Konzept-Künstler, Regisseur, Dramaturg und Kurator.

## Werdegang
Thomas Jelinek arbeitet als Regisseur und Dramaturg mit zeitgenössischen Komponisten, Choreographen und Künstlern aus unterschiedlichen Sparten, ist Produzent und Kurator, gestaltet darüber hinaus Theater- und Kommunikationsräume.
Die inszenierten Theaterräume zeichnen sich dadurch aus, dass sie das Publikum immersiv im Handlungsraum mit inszeniert – an den Diskursen teilnehmen lässt und Menschen mit spezifischem Wissen oder Erfahrungen, aus dem realen Leben, nicht als Theaterlaien, sondern als Experten, in die Installationen und Performances mit Auftritten einbindet.
Er hat Performance-, Theater- und Opernprojekte (Berlin, Salzburg, Wien Modern, MTTW – Musiktheatertage Wien) entwickelt, inszeniert und standortspezifisch auch an den Bruchlinien urbaner Strukturen, im öffentlichen Raum wie Industriebrachen, auf verschiedenen Schauplätzen Europas umgesetzt.
Mit speziellem Fokus auf die grundlegenden Mechanismen der Wahrnehmung und Konstruktion von Realität entwickelt er transdisziplinäre Laboratorien an den Schnittstellen von Kunst, Wissenschaft und Philosophie und setzt die Ergebnisse in interaktiven Installationen im Rahmen von Performances ein. Damit hat er dem Diskurstheater zu neuen Formen verholfen und mediale Inszenierungen für das digitale Internetpublikum realisiert. Das kommt vor allem in Art- and Science-Projekten, in denen theater-performative Prozesse, die gleichzeitig im physischen Theater wie im digitalen Kommunikationsraum stattfinden, zum Tragen.
Als Kurator hat er neben Ausstellungen eine Reihe von transdisziplinären, kollaborativen Kunstunternehmungen initiiert wie Ausstellung und die Performance-Reihe „Temporal Architecture -  1997-98“ zusammen mit Elke Krasny, mit Präsentationen in Wien, 2B Eindhoven, Holland und „E55-Inforally“ zusammen mit „nurSchrec“, mit dem gleichnamigen Installationsraum beim Trans-Europe-Halles Summit 1997 im WUK Kulturzentrum in Wien und er kuratierte internationale Festivals wie TRANSART 2000 Croatia.
Jelinek realisiert verschiedene kollaborative Kunsträume, wie dem TRANSART oder mit NOMAD das konTEXTlab, Underground City bis 2013 und seit 2019 das serielle Labor Test.Tube.Lab.
Daraus haben sich verschiedene künstlerische Formationen und Projektgruppen entwickelt, wie schon in den 1990er Jahren, die Kunst- und Aktionsgruppe MESSING-network – die er mit Andreas Donhauser, Alexander Schuh, Katharina Mathiasek und anderen gegründet und bis 2003 geleitet hat. Damit hatte er 1993 mit dem Projekt MESSING-logbuch eine Interims-Programmleitung des Kunsthauses Tacheles in Berlin.
Weiters begründete er das NOMAD.theatre und die LABfactory, deren künstlerischer Leiter er ist. Thomas Jelinek ist Mitbegründer und Dramaturg der Performance Company Liquid Loft. Seit 2021 entwickelt er, mit TERRA NOVA PROTOCOLS, einen digitalen Kunst-Kommunikationsraum in Zusammenarbeit mit den Wissenschaftlern und Expertinnen Eva Horn, Margarete Jahrmann, Ramón Reichert und Oliver Schürer. Seit 2025 ist er Direktor und Kurator der FLUVIALE, eines internationalen, transdisziplinären und mobilen Kunstfestivals durch Europa.
Von 2000 bis 2008 war er Vorsitzender der IG Kultur Wien.
Verheiratet ist Jelinek mit der Choreographin und Performancekünstlerin Aiko aka Kazuko Kurosaki, mit der er drei gemeinsame Kinder hat. Sie ist die Schwester des Barockgeigers Hiro Kurosaki.
Jelinek lebt und arbeitet in Wien.

## Preise
- 1998: 1. Theaterpreis des Donaufestivals (Krems/A) für „Johnny got his Gun“ (Dalton Trumbo)
- 2003: Kunststückepreis des ORF: „Best Short“ für „Dantes Inferno“, Komposition Michael Mautner
- 2007: Goldener Löwe der Biennale di Venezia für best performance (mit Liquid Loft)[6]
- Theaterpreise: Szczecin (PL), Biennale-Lyon (F)